# NGC 5981
NGC 5981 je spirální galaxie v souhvězdí Draka. Od Země je vzdálená přibližně 160 milionů světelných let. Objevil ji George Johnstone Stoney 6. května 1850.
Galaxie má hvězdnou velikost 13 a dá se vyhledat alespoň středně velkým hvězdářským dalekohledem blízko o něco jasnějších galaxií NGC 5982 a NGC 5985. Ty mají hvězdnou velikost 11 a při menším zvětšení je možné je pozorovat všechny tři v jednom zorném poli.